# Bief-du-Fourg
Bief-du-Fourg är en kommun i departementet Jura i regionen Bourgogne-Franche-Comté i östra Frankrike. Kommunen ligger i kantonen Nozeroy som tillhör arrondissementet Lons-le-Saunier. År 2022 hade Bief-du-Fourg 217 invånare.

## Befolkningsutveckling
Antalet invånare i kommunen Bief-du-Fourg
Referens:INSEE